# Bilozerka, Ucraina
Bilozerka (în ucraineană Білозерка) este așezarea de tip urban de reședință a raionului Bilozerka din regiunea Herson, Ucraina. În afara localității principale, nu cuprinde și alte sate.

## Demografie
Componența lingvistică a așezării de tip urban Bilozerka
     Ucraineană (88,53%)
     Rusă (10,33%)
     Alte limbi (0,79%)
Conform recensământului din 2001, majoritatea populației așezării de tip urban Bilozerka era vorbitoare de ucraineană (88,53%), existând în minoritate și vorbitori de rusă (10,33%).

## Personalități
- Serghei Bondarciuk (1920 -19940, actor, regizor, scenarist